# Kim Lévesque-Lizotte
Kim Lévesque-Lizotte est une scénariste et autrice québécoise francophone, diplômée de l'École nationale de l'humour en 2009.
Elle a participé à l'écriture des séries télévisées Virage, Les Simone et Avant le crash.
En 2012, avec Korine Côté, Étienne Dano, Pierre Hébert et Guillaume Wagner, elle fait partie des humoristes de la relève suivis dans le cadre de la série télévisée Les 5 prochains, diffusée sur ICI ARTV.
Résolument féministe, elle fait aussi occasionnellement des chroniques à la radio, à l'émission La journée (est encore jeune), sur les ondes de ICI Radio-Canada Première.

## Vie privée
De 2011 à 2013, elle forme un couple avec l'humoriste Guillaume Wagner.
Depuis le 21 septembre 2013, elle est la conjointe de l'acteur Éric Bruneau, avec qui elle a eu une fille prénommée Marguerite. Éric Bruneau et Marguerite ont d’ailleurs monté sur scène lors de En direct de l’univers pour interpréter un message émouvant que Kim Lévesque-Lizotte avait elle-même écrit à leur fille.